# Нуриев, Зияттин
Зиятти́н Нури́ев (болг. Зиятин Нуриев, тур. Ziyattin Nuriev; род. 1955, Мост (село в Болгарии), Кырджалийская область) — турецкий и болгарский скульптор.

## Биография

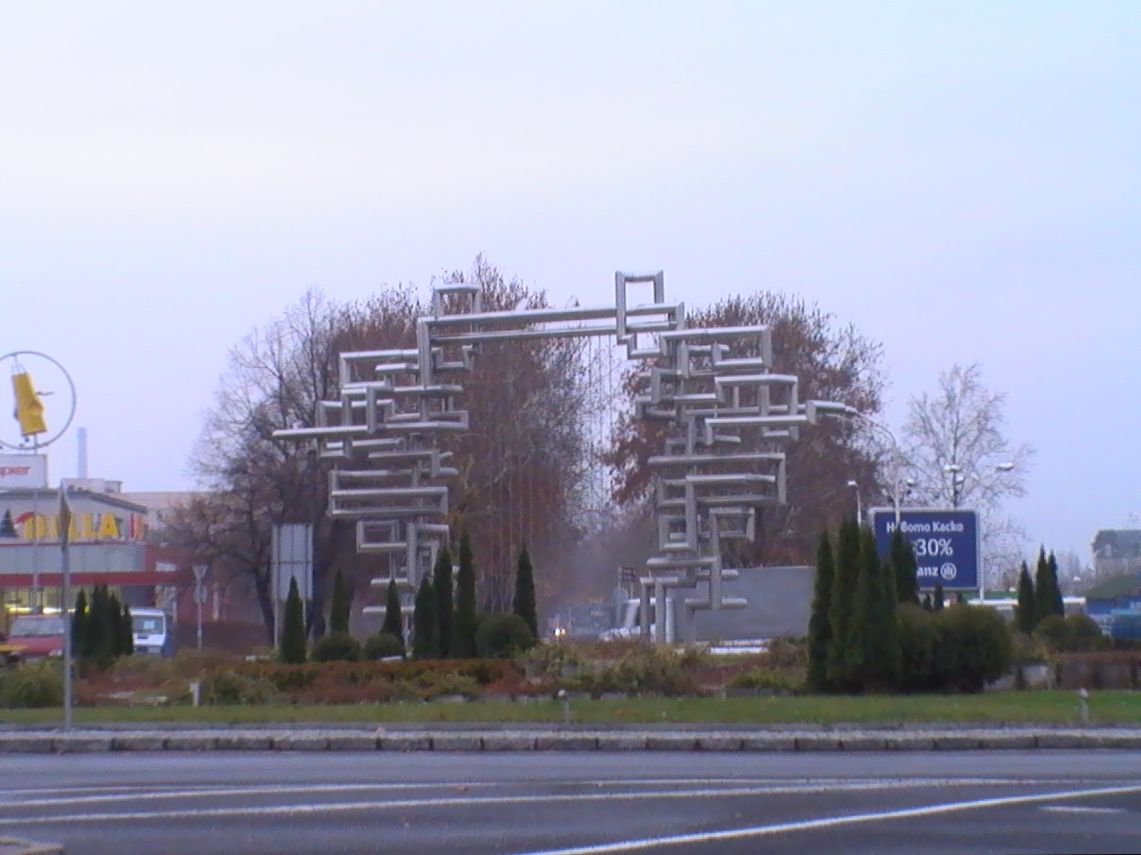
«Лира Орфея», скульптура Зияттина Нуриева у автовокзала Кырджали

Выпускник Художественной академии Софии (1982). 
Автор «Лиры Орфея» (2006), одной из достопримечательностей города Кырджали. 
Также в родном городе Нуриева прошла ретроспективная выставка в Художественной галерее имени С. Димитровой. Нуриев был среди организаторов выставки «Резонанс соседства», прошедшей в Пловдиве в 2013 году. На ней были представлены работы 17 современных турецких художников (живописцев, скульпторов, графиков).
Работы Нуриева украшают улицы и парки Бургаса, Момчилграда, представлены в нескольких музеях.
С 1991 года преподаватель университета Мармара (Стамбул). Преподаёт работу с камнем на факультете искусств.